# Yolombó
Yolombó es un municipio de la República de Colombia, ubicado en la subregión nordeste del departamento de Antioquia. Está situado a 108 kilómetros de la ciudad de Medellín, capital del departamento. Posee una extensión de 941 km². Famoso en parte debido a la novela costumbrista de Tomás Carrasquilla titulada "La Marquesa de Yolombó", y a la canción “De Yolombó” de la agrupación paisa de música parrandera “Los Cantores de Chipuco”. 
Está ubicado a 1.450 m s. n. ., y basa su economía principalmente en la caña de azúcar y en el café.

## Geografía
El pueblo está comunicado por autopistas con las ciudades de Medellín, Maceo, Yalí, Cisneros, Vegachí Segovia, Remedios y Amalfi.
Limita por el norte con los municipios de Yalí y Amalfi, por el occidente con los municipios de Gómez Plata y Santa Rosa de Osos, por el sur con los municipios de Santo Domingo, Cisneros, San Roque y Maceo, y por el oriente con los municipios de Puerto Berrío y Remedios.Con referencia a sus accidentes geográficos, en los dominios de Yolombó podemos observar el cerro Cancharazo, máxima elevación existente respecto del nivel del mar en el nordeste antioqueño. Esta elevación tiene una altura de 1800 m sobre ese nivel del mar. La temperatura del municipio es templada, tendiente a caliente, lo cual contribuye a que sus pobladores permanezcan fuera de sus casas y aporten un constante fluir de gentes por el poblado.

## División Político-Administrativa
Además de su Cabecera municipal. Yolombó tiene bajo su jurisdicción los siguientes corregimientos (de acuerdo a la Gerencia departamental):
- El Rubí
- La Floresta
- Villa Nueva

## Historia
Fueron los Tahamíes quienes poblaron las tierras del hoy Yolombó. Que se conozca, los aborígenes de esta zona, y a diferencia de otras etnias como la de los Catíos, tenían un carácter manso y pacífico. Algunos restos de su acervo cultural aún se hallan en las tierras del Municipio de Yolombó sin haber sido descifradas. 
“Yolombó” es un término que procede en su totalidad de lo indígena. Don Pedro de Heredia, por demás fundador de la ciudad de Cartagena de Indias, descubre en las regiones de Antioquia, en 1535, un caserío de indios con ese mismísimo nombre de "Yolombó". 
Se conoce que este poblado se llamó inicialmente también “San Lorenzo de Yolombó”, pero no existen datos sobre la fecha precisa de su fundación. Lo más viejo que puede saberse según los legados, es que al mediar el siglo XVII el poblado ya gozaba de gran importancia, pues era habitado entre otros ciudadanos por familias españolas de alto linaje, según se quedó atestiguado en los relatos del "Cura de Almas" de la parroquia de entonces, por el doctor Mateo de Castrillón. 
Pero fue el oro lo que hizo crecer a este distrito, el cual vivió accidentada vida. Como ente territorial, Yolombó alcanzó en la época de la conquista una presencia de mucha altura y de muchas riquezas, pero igualmente viviría luego una época de completa miseria. Hasta 1750 su riqueza y prosperidad sirvieron para que se lo otorgase una nombradía de Ciudad Ilustre, pero de 1760 y hasta 1800 se había agotado la explotación de sus minas de oro debido a la carencia de mejor tecnología para explotarlas. Solo hasta el año de 1815 se abriría un camino que comunicaría a Yolombó con la próspera ciudad antioqueña de Rionegro. 
Continuando con el devenir trágico de Yolombó, hay que decir que el pueblo acabó por convertirse en 1879 en un corregimiento del municipio de Santo Domingo, hasta que finalmente, en el año de 1883, Yolombó fue elevado de nuevo a la categoría de Distrito Municipal.

## Demografía
Población Total: 25 .230 hab. (2019)
- Población Urbana: 7 216
- Población Rural: 16 742

Alfabetismo: 84.3% (2005)
- Zona urbana: 90.5%
- Zona rural: 81.5%

### Etnografía
Según las cifras presentadas por el DANE del censo 2005, la composición etnográfica del municipio es: 
- Mestizos & blancos (98,0%)
- Afrocolombianos (1,9%)
- Indígenas (0,1%)

## Economía
La panela ha sido un producto muy importante para la economía del municipio. Además de la panela y la caña de azúcar, que constituye su proveniencia, sobresalen otros productos como el café, el maíz y el fríjol. Se explota igualmente en el municipio la ganadería lechera y la vacuna en general. También han contribuido históricamente a la economía de este municipio el cacao, el oro y los trapiches.

## Fiestas
- Fiesta de San Lorenzo, en el día 10 de agosto.

- Fiestas del Marquesado y la Molienda en la primera semana de enero.
- Festival de Teatro Regional, con participación de compañías teatrales internacionales. Se realiza hacia el mes de septiembre.

## Educación
Yolombó cuenta con varias instituciones educativas de carácter público.
Entre ellas están: Institución Educativa Eduardo Aguilar. También se encuentra la Escuela Normal Superior del Nordeste. Estas instituciones cubren los niveles de primaria y secundaria en el municipio. El Tecnológico de Antioquia y el SENA, prestan el servicio en educación superior.
Está administrada por un Secretario de Educación y por un Director de Núcleo a cuya unidad están adscritos 73 establecimientos educativos, 187 profesores que atienden una población de 5.500 alumnos desde el preescolar hasta el nivel de media académica y bachillerato pedagógico grado 13º.

## Apelativos
Tierra de la Marquesa. Ciudad Hidalga del Nordeste. Puerta de Oro del Nordeste. La Dulzura del Nordeste. Emporio Panelero. Cuna de Civismo y Cultura. Plaza de Panela.

## Sitios de interés

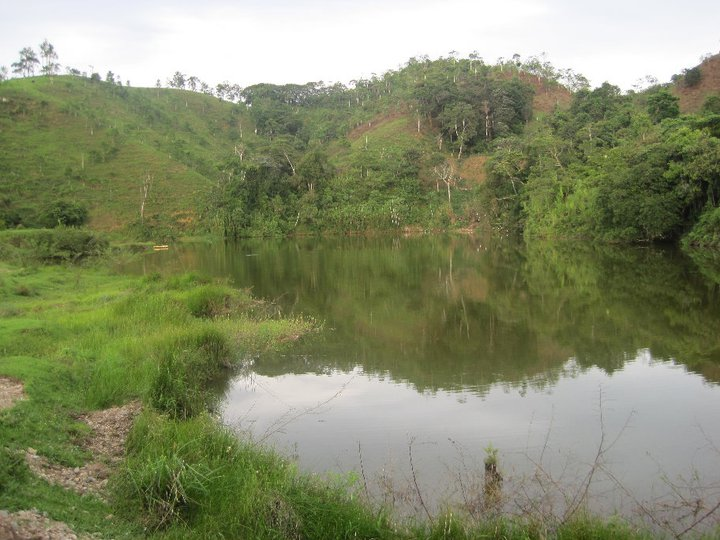
Lago Bélgica
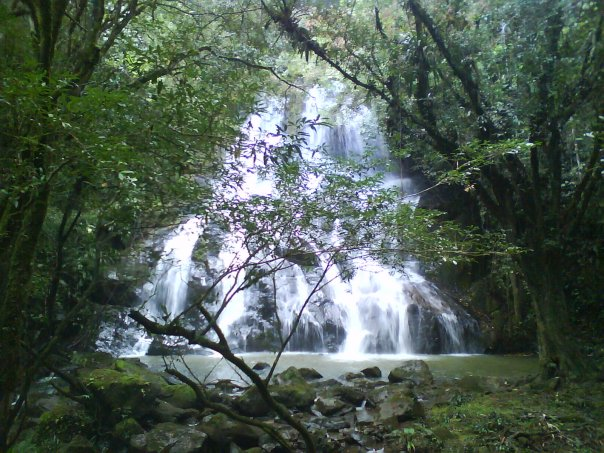
Cascada La Esmeralda
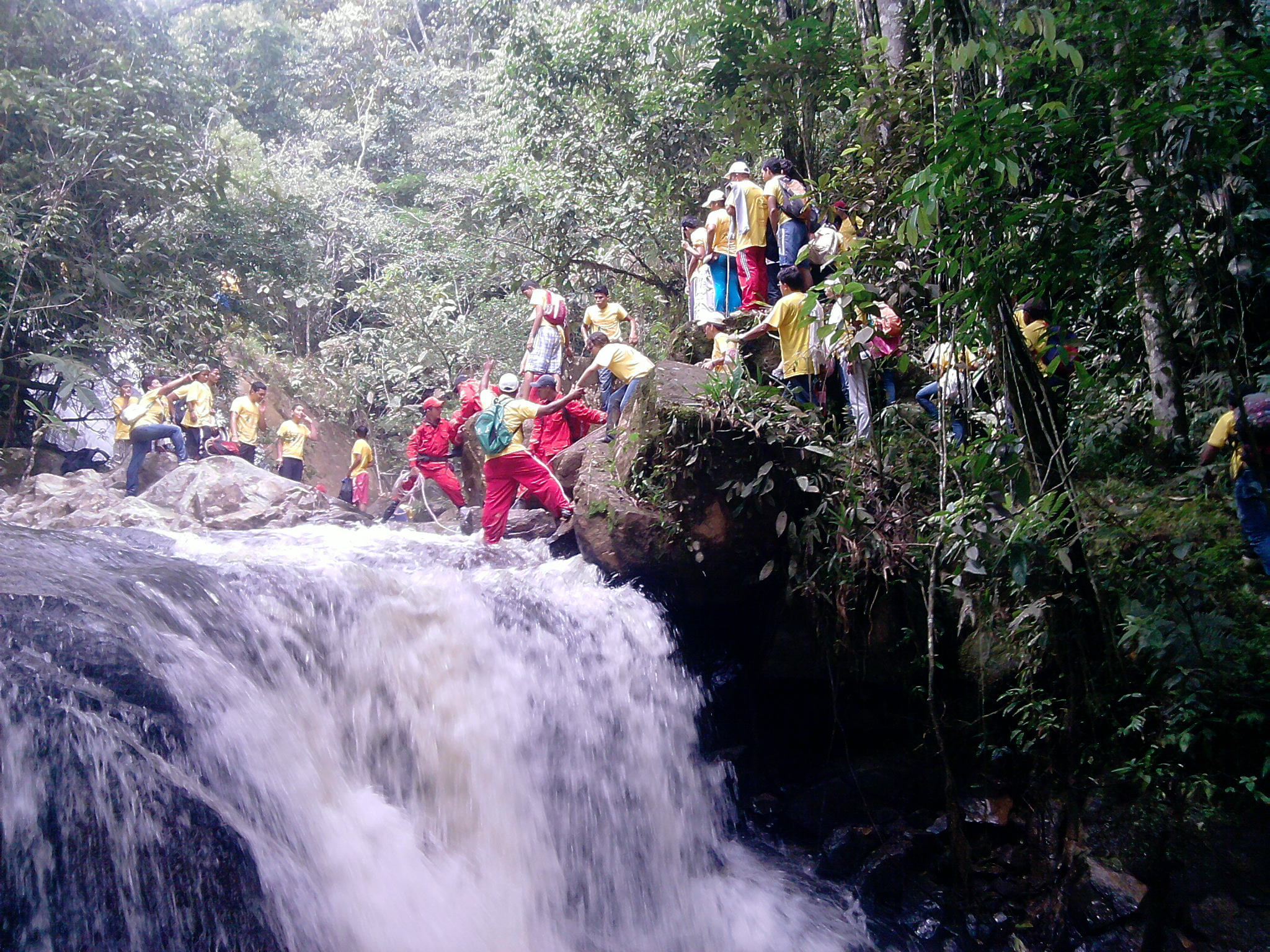
Caídas de agua El Saltillo
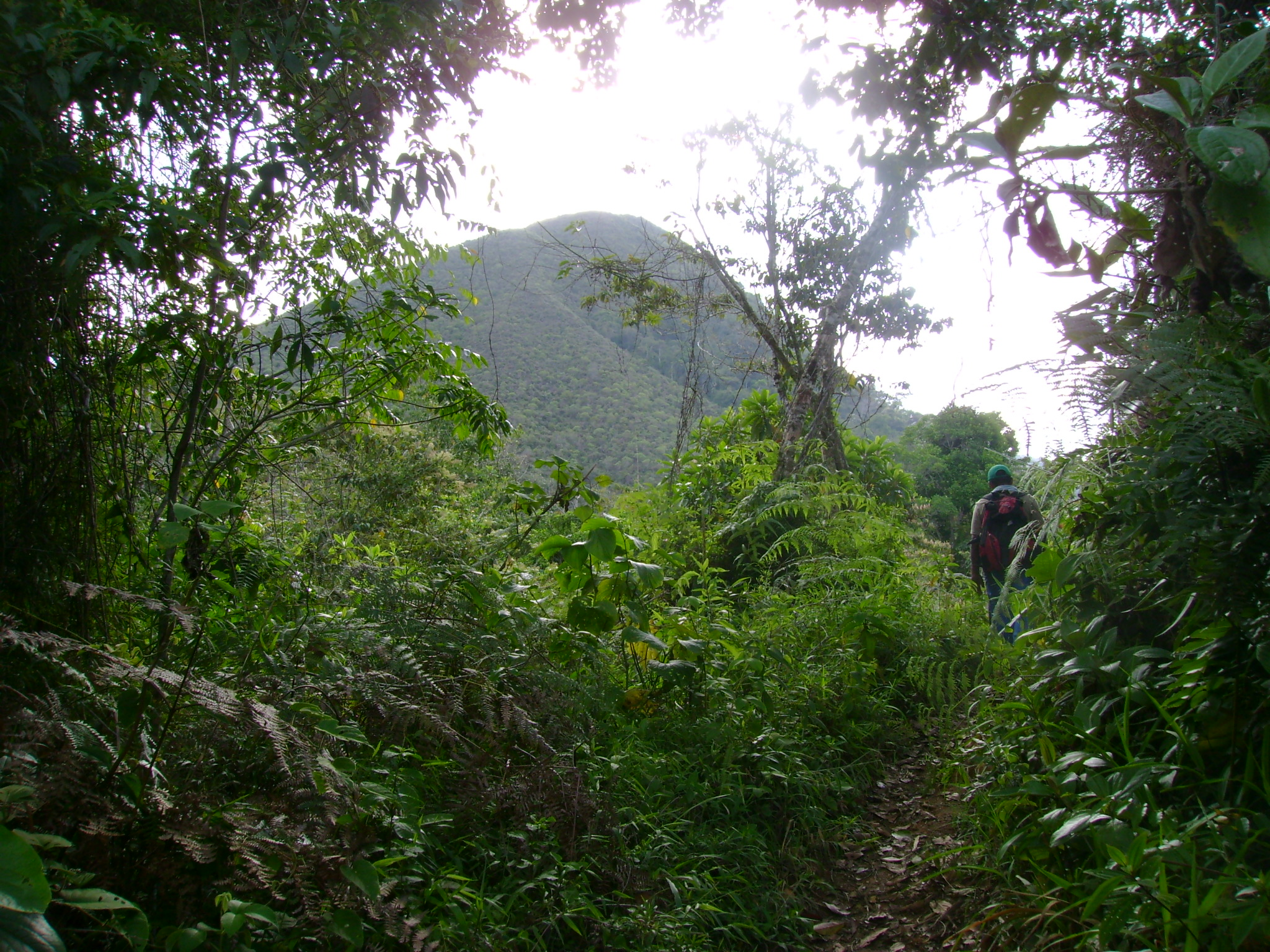
Cerro el Cancharazo
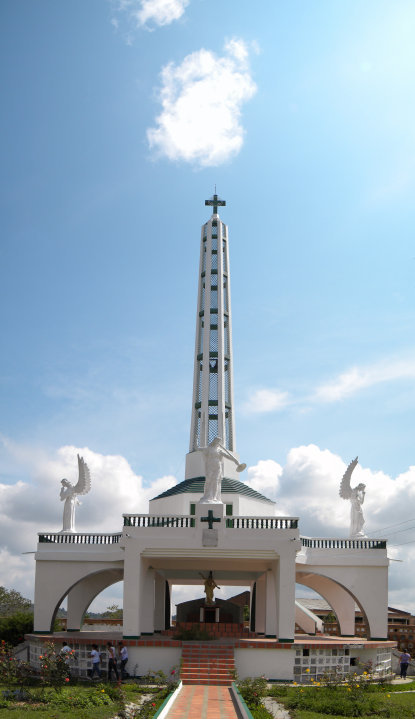
Obelisco Cementerio Yolombó

- Cascada La Esmeralda
- Caída de Agua El Saltillo, Vereda Barbascal
- Represa El Sereno, ideal para pasar un día de camping
- Altos de Santa Inés
- Cerro el Cancharazo 1800 m s. n. m.
- Zona arqueológica La Gitana (corregimiento El Rubí)
- Palacio Municipal con fachada estilo francés
- El Obelisco, de 55 m de altura en el cementerio
- La Iglesia de San Lorenzo
- Teatro SOMEJORAS, recientemente recuperado, se apresta a recibir a actores y actrices de los diferentes municipios de Antioquia
- En Yolombó se puede practicar el turismo literario porque allí transcurre la novela "Marquesa de Yolombó" de Tomás Carrasquilla
- Finca el Eden de la familia morales-morales